# Ans FC
Ans FC was een Belgische voetbalclub uit Ans. De club is aangesloten bij de KBVB met stamnummer 617 en heeft blauw en wit als kleuren. De club speelde in haar bestaan meer dan twee decennia in de nationale reeksen.

## Geschiedenis
In 1925 sloot Ans Football Club zich aan bij de Belgische Voetbalbond en ging er in de Luikse regionale reeksen spelen.
Tijdens de Tweede Wereldoorlog, in 1942, bereikte Ans FC voor de eerste keer de nationale bevorderingsreeksen, in die tijd het derde niveau. De club kon er zich verschillende seizoenen handhaven in de middenmoot, met als beste resultaat een vierde plaats in 1947/48, op zes punten van reekswinnaar RCS Verviétois. De club bleef nog enkele seizoenen in Bevordering, tot men er in 1952 allerlaatste eindigde en na bijna een decennium nationaal voetbal weer zakte naar Eerste Provinciale.
Het verblijf in de provinciale reeksen bleef maar beperkt tot een seizoen, want in 1953 promoveerde Ans FC alweer naar de bevorderingsreeksen, die sinds competitiehervormingen van een seizoen eerder werden gevormd door de nieuw opgericht Vierde Klasse. De club kon zich nu weer handhaven in de nationale reeksen en in 1955 eindigde Ans er zelfs als vicekampioen van zijn reeks, op drie punten van reekswinnaar Waaslandia Burcht. Het volgende seizoen werd men nog derde, maar daarna volgenden een paar seizoenen in de middenmoot. Op het eind van de jaren 60 eindigde men nog enkele keer in de subtop, tot men in 1962 op een voorlaatste plaats eindigde. Na negen jaar onafgebroken nationaal voetbal degradeerde de club weer naar Eerste Provinciale.
Net als de vorige keer was het verblijf in de provinciale reeksen van korte duur. In 1963 keerde Ans FC na een jaar afwezigheid al terug in Vierde Klasse. De club kon zich weer enkele seizoenen handhaven in Vierde Klasse, maar een voorlaatste plaats in 1967 betekende na vier jaar opnieuw de degradatie.
Ditmaal kon Ans FC niet meer terugkeren in de nationale reeksen en de club bleef de rest van de eeuw in de Luikse provinciale reeksen spelen. De club tuimelde er zelfs helemaal weg tot op het allerlaagste niveau, Vierde Provinciale. Omwille van de sociale functie van de club schold het gemeentebestuur van Ans de club in 2011 tienduizenden euro schulden kwijt.
In 2014 legde Ans FC de boeken neer en stamnummer 617 werd geschrapt. Er werd een officieuze fusie opgezet met voormalige eersteklasser RRFC Montegnée, dat eveneens de activiteiten staakte. Een nieuwe club werd opgericht, Racing Ans Montegnée FC, dat met stamnummer 9638 aansloot bij de Belgische Voetbalbond. Zij spelen in 2023 in 3e Provinciale. 
Daarnaast verhuisde FC Tilleur in 2023 van Tilleur naar Ans, en veranderde meteen ook zijn naam naar Ans FC. Deze club komt in 2023 uit in 2e Provinciale. 

## Bekende spelers
- Dominique D'Onofrio
- Luciano D'Onofrio
- Jeanvion Yulu-Matondo